# Gare des Hôpitaux-Neufs - Jougne
La gare des Hôpitaux-Neufs - Jougne était une gare ferroviaire française située sur la commune des Hôpitaux-Neufs à proximité de Jougne dans le département du Doubs et la région Franche-Comté.

## Histoire
La gare est située au km 470,014 de la ligne de Pontarlier à Vallorbe qui fut une ligne ferroviaire française à écartement standard et à voie unique de la région Franche-Comté de 1875 à 1940. Le trafic cessa en 1940 du fait que l'armée française fit sauter la voûte du tunnel des Hôpitaux et la ligne fut déclassée par décret le 12 novembre 1954. Le trafic marchandise perdura entre Pontarlier et la gare des Les Hôpitaux-Neufs - Jougne jusqu'au 3 novembre 1969.
C'est de cette gare que dans la soirée du 26 avril 1945, le maréchal Pétain qui s'était constitué prisonnier au poste-frontière franco-suisse de Vallorbe quelques heures plus tôt, monta dans le train spécial qui devait le ramener à Paris, escorté par le général Koenig.
En 1993, une association a reconstruit le tronçon entre Les Hôpitaux-Neufs et Fontaine-Ronde et l'exploite sous le nom de chemin de fer touristique Pontarlier-Vallorbe. Cette association projette de reconstruire la ligne dans son intégralité.